# Veia espermática
A veia espermática é uma veia do abdômen.